# Тшцинець (Варшавський-Західний повіт)
Тшцинець (пол. Trzciniec) — село в Польщі, у гміні Лешно Варшавського-Західного повіту Мазовецького воєводства.
Населення — 37 осіб (2021).
У 1975-1998 роках село належало до Варшавського воєводства.

## Демографія
Демографічна структура станом на 2021 рік:
|          | Загалом | Допрацездатний вік | Працездатний вік | Постпрацездатний вік |
| -------- | ------- | ------------------ | ---------------- | -------------------- |
| Чоловіки | 19      | 5                  | 11               | 3                    |
| Жінки    | 18      | 3                  | 11               | 4                    |
| Разом    | 37      | 8                  | 22               | 7                    |